# وایسنوهه
وایسنوهه (به آلمانی: Weißenohe) یک شهر در آلمان است که در فورشایم واقع شده‌است. وایسنوهه ۱٬۱۲۴ نفر جمعیت دارد.